# Ernest Duchesne
Ernest Duchesne (París, 30 de maig de 1874 − Amélie-les-Bains-Palalda, 12 d'abril de 1912) va ser un metge francès que descobrí que certs fongs de floridura podien neutralitzar la proliferació de bacteris. Aquest descobriment va estar sense aplicació durant 32 anys, fins que Alexander Fleming demostrà les propietats antibiòtiques de la penicil·lina, substància derivada d'aquestes floridures.
Duchesne va estudiar l'Escola dels Serveis de la Salut de Lió. La seva tesi doctoral de 1894 Contribution à l'étude de la concurrence vitale chez les micro-organismes : antagonisme entre les moisissures et les microbes, és el primer estudi que considera les propietats terapèutiques de les floridures (moisissures) resultant de la seva activitat antimicrobiana.
En particular, Duchesne estudià la interacció Escherichia coli i Penicillium glaucum, provant que aquest darrer pot eliminar completament al primer en un cultiu que contingui només els dos organismes. Provà també que un animal inoculat amb una dosi letal de bacils del tifus queda exempt de la malaltia si prèviament s'ha inoculat amb Penicillium glaucum. El 1904, Duchesne va contraure una malaltia pulmonar desconeguda. Tres anys més tard l'exèrcit el va descarregar del servei i l'envià al centre de salut, de la Catalunya Nord, d'Amélie-les-Bains on morí i és enterrat al cementiri Grand Jas a Canes.